# Järnsand
Järnsand är en biprodukt som utvinns vid kopparframställningen på ett smältverk. I smältprocessen har järnsanden en viktig funktion, eftersom den är en förutsättning för att få fram högkvalitativa metaller, t.ex. koppar, guld och silver.
Huvudbeståndsdelarna i järnsand är järn och kisel. Järnet kommer från gruvråvarorna och kiseln från den sand som används som slaggbildare. Mineralerna förenas till en kemiskt stabil glasartad förening. Järnsanden registrerades som s.k. UVCB-ämne i EU:s kemikalieregister enligt REACH-förordningen under 2011. I järnsanden finns även cirka 0,5 % koppar och cirka 1,5 % zink. Innehållet av övriga grundämnen, främst metaller, är generellt sett under 0,1 %.
Järnmalm i form av sand förekommer även vid sjöstränder eller på bottnen av sjöar och som utvittrat ur olika bergarter.

## Användning
I Sverige producerades 2017 järnsand av Boliden på kopparsmältverket Rönnskär. Årsproduktionen är cirka 250 000 ton järnsand. I regionen kallas järnsand ibland för granulering.
Järnsand används främst som konstruktionsmaterial vid väg- och husbyggen och fungerar som substitut till det vanligt förekommande konstruktionsmaterialet bergkross. Dess sammansättning gör att den tål temperaturskiftningar väl och har även goda isolerande och dränerande egenskaper. Tidvis har efterfrågan på järnsand från lokala entreprenörer varit större än tillgången.
I Skellefteå kommun hittar man därför idag järnsand som underlag till många hus- och vägkonstruktioner. Materialet har använts i Skellefteåområdet sedan 1968, då kommunen använde järnsand som underlag till väg 372.

## Aktualitet
På senare tid har klassificeringen av järnsand kommit att diskuteras. År 2013 konstaterade Mark- och miljödomstolen att den järnsand som framställs vid Rönnskär ska ses som en biprodukt. I mars 2016 klassificerade dock Skellefteå kommun järnsand som ett avfall och utfärdade riktlinjer som begränsar möjligheten att använda järnsand som konstruktionsmaterial. Boliden Rönnskär har motsatt sig detta och menar att järnsanden bör fortsätta att ses som en biprodukt då materialet med dess egenskaper är väl beprövat och i vissa avseenden bättre ur miljösynpunkt än alternativet bergkross. Vidare argumenteras det att användningen av järnsanden är i enlighet med kretsloppsprincipen och bidrar till den cirkulära ekonomin.